# Federica Sugamiele
Federica Sugamiele (Erice, 27 aprile 1996) è una mezzofondista italiana.

## Palmarès
| Anno | Manifestazione             | Sede       | Evento         | Risultato | Prestazione | Note                                     |
| ---- | -------------------------- | ---------- | -------------- | --------- | ----------- | ---------------------------------------- |
| 2015 | Europei U20                | Eskilstuna | 5000 m piani   | 8ª        | 16'49"13    | Miglior prestazione personale            |
| 2015 | Europei di cross           | Hyères     | Corsa U20      | 29ª       | 14'07"      |                                          |
| 2015 | Europei di cross           | Hyères     | A squadre      |           |             |                                          |
| 2017 | Europei di cross           | Šamorín    | Corsa U23      | 12ª       | 28'36"      |                                          |
| 2017 | Europei di cross           | Šamorín    | A squadre      |           |             |                                          |
| 2019 | Europei di cross           | Lisbona    | Corsa seniores | 12ª       | 28'36"      |                                          |
| 2019 | Europei di cross           | Lisbona    | A squadre      |           |             |                                          |
| 2020 | Mondiali di mezza maratona | Gdynia     | Mezza maratona | 68ª       | 1h13'38"    |                                          |
| 2020 | Mondiali di mezza maratona | Gdynia     | A squadre      |           |             |                                          |
| 2024 | Europei                    | Roma       | Mezza maratona | 54ª       | 1h15'34"    | Miglior prestazione personale stagionale |

## Campionati nazionali
2012
- 7ª ai campionati italiani allievi, 1500 m piani - 5'05"47

2013
- 5ª ai campionati italiani allievi, 3000 m piani - 10'14"98

2014
- Argento ai campionati italiani juniores, 5000 m piani - 17'15"20

2015
- 10ª ai campionati italiani assoluti, 5000 m piani - 16'57"55
- Argento ai campionati italiani juniores, 5000 m piani - 17'03"29

2016
- 5ª ai campionati italiani assoluti, 5000 m piani - 16'35"55
- Argento ai campionati italiani promesse, 5000 m piani - 17'09"01
- Argento ai campionati italiani juniores, 5000 m piani - 17'09"01

2017
- 9ª ai campionati italiani di 10 km su strada - 35'12"

2019
- 5ª ai campionati italiani assoluti, 10000 m piani - 34'36"83
- Argento ai campionati italiani di maratonina - 1h14'43"
- 14ª ai campionati italiani di 10 km su strada - 34'15"

2020
- 4ª ai campionati italiani di maratonina - 1h13'04"

2022
- 20ª ai campionati italiani di maratonina - 1h19'00"
- 28ª ai campionati italiani di 10 km su strada - 36'57"

2023
- 5ª ai campionati italiani di maratonina - 1h15'18"
- 8ª ai campionati italiani di 10 km su strada - 33'38"

2024
- 16ª ai campionati italiani di corsa campestre - 30'34"
- Bronzo ai campionati italiani di maratonina - 1h13'46"
- 4ª ai campionati italiani di 10 km su strada - 33'58"

2025
- 21ª ai campionati italiani di corsa campestre - 30'19"

## Altre competizioni internazionali
2021
- 31ª in Coppa Europa dei 10000 metri ( Birmingham), 10000 m piani - 34'08"12
- Argento a squadre in Coppa Europa dei 10000 metri ( Birmingham)

2023
- Oro alla Maratona di Reggio Emilia ( Reggio Emilia) - 2h31'35"